# Mehndi

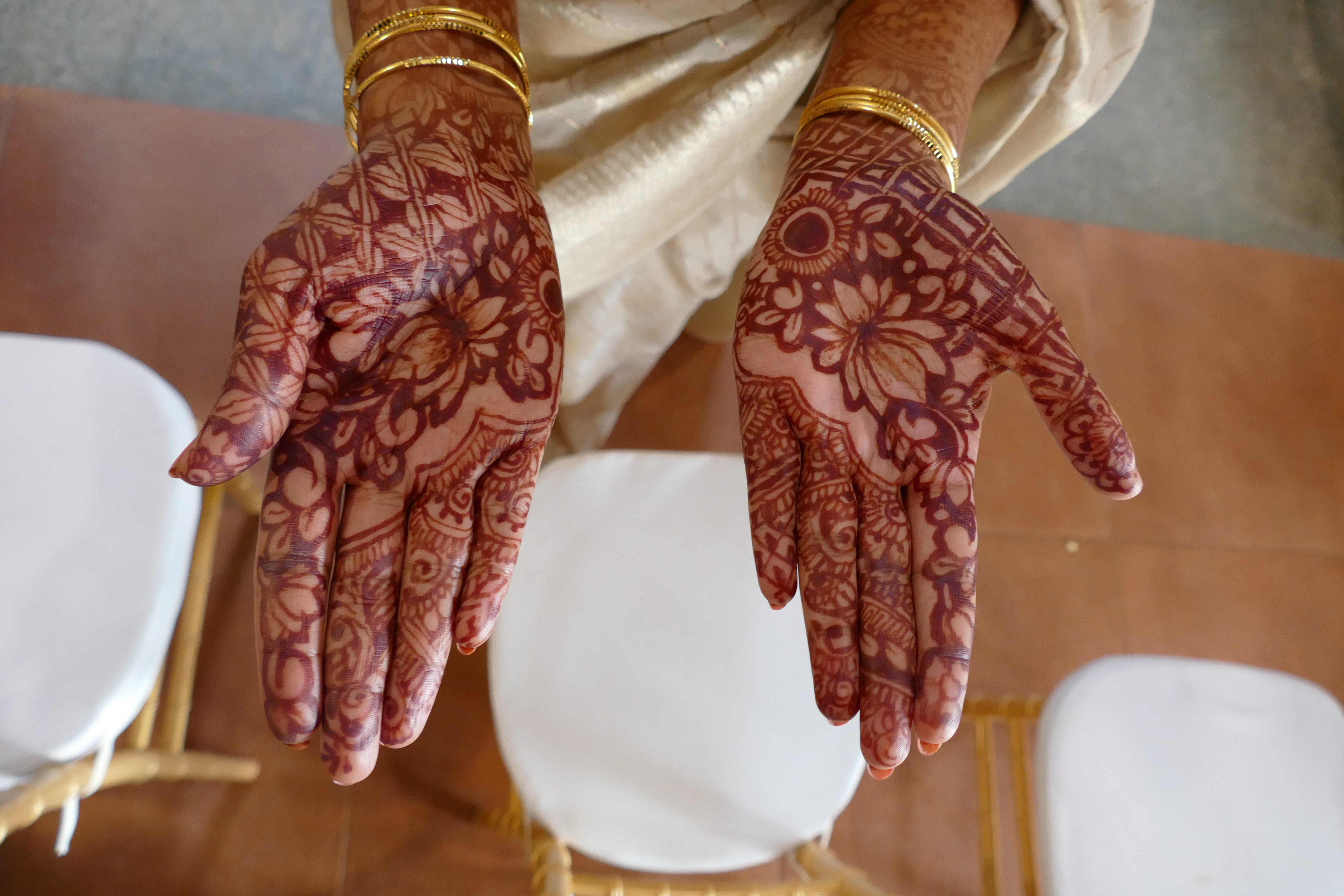
Mehndi auf den Händen einer Braut in Indien

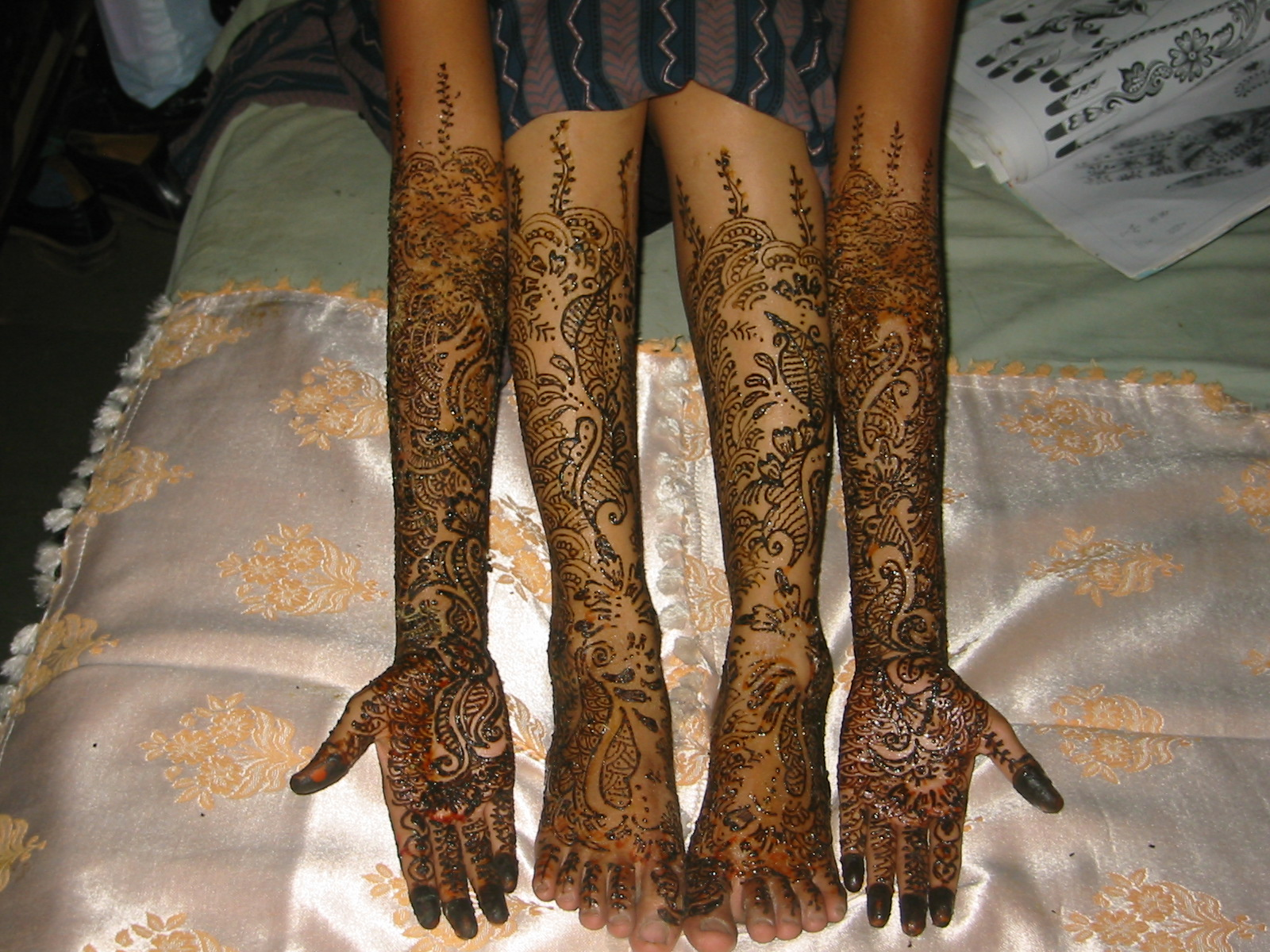
Mehndi auf Armen und Beinen, (Gujarat, Indien)

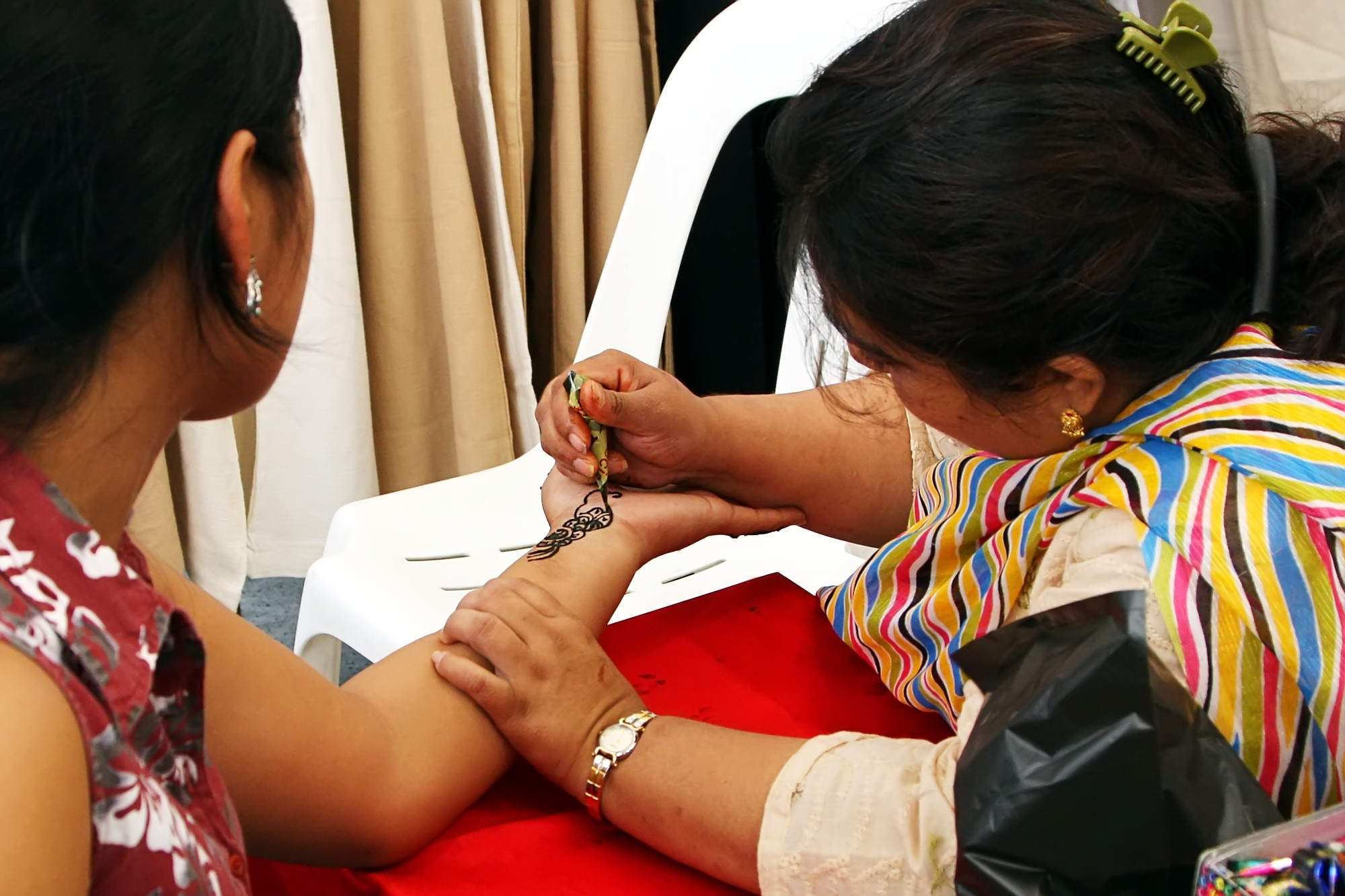
Auftragen von Henna

Mehndi oder Mehendi (Hindi मेहन्दी, mehndī) ist die aus Nordwestindien, dem heutigen Pakistan stammende Bezeichnung für die kunstvolle ornamentale Körperbemalung (bodypainting) mit Henna. Sie erfolgt zu kosmetischen und rituellen Zwecken und ist schon seit dem Altertum bekannt. Sie soll ihren Ursprung in Persien haben und verbreitete sich von dort nach Indien, der Arabischen Halbinsel und Nordafrika. In Indien, Persien, den arabischen Kernländern, Marokko, Mauretanien, Tunesien, Ägypten, Türkei und dem Sudan erhält die Braut zur Hochzeit in der Henna-Nacht eine kunstvolle Bemalung mit Henna auf ihren Händen, evtl. Unterarmen und Füßen. In Bangladesch, im Kaschmir und im Sudan erhält auch der Bräutigam ein Mehndi, das aber weit weniger prachtvoll ausfällt als das der Braut.
Seit Stars wie Madonna in den späten 1990er Jahren Körperbemalungen im Stil der indischen Mehndis in Mode brachten, hat sich im deutschen Sprachgebrauch für diese Art der Körperbemalung auch der Begriff Hennatattoo eingebürgert, da sie ähnlich wie Tätowierungen aussehen. Im Gegensatz zu echten Tätowierungen verblassen Mehndis innerhalb von zwei bis drei Wochen, da bei diesen nur die sich stetig erneuernde Oberhaut (Epidermis) eingefärbt wird und nicht wie bei Tätowierungen die Farbe intrakutan eingebracht wird.
Henna färbt von Natur aus nur in rotbraunen Farbnuancen und benötigt eine lange Einwirkzeit. Für einen schwarzen Farbton und eine schnelle Färbung der Haut wird dem Henna meistens das Haarfärbemittel PPD (p-Phenylendiamin) zugesetzt, das schwere allergische Reaktionen auslösen und zu irreparablen Haut- und Leberschäden führen kann. PPD ist billig und es ist auf dem europäischen Markt erlaubt, Henna bis zu sechs Prozent PPD zuzusetzen.
Aus diesem Grund empfehlen Ärzte, misstrauisch und vorsichtig zu sein, wenn – nicht nur in einem Urlaubsland wie Indien, Marokko oder Tunesien, sondern auch in Europa – von „Mehndikünstlern“ bzw. Kosmetikfirmen schwarzfärbende „Hennatattoos“ und -pasten angeboten werden. Ein zumeist untrügliches Zeichen, dass PPD verwendet wird, ist die Versicherung, dass das Ergebnis bereits nach einer halben oder ganzen Stunde dauerhaft sichtbar sein wird. Für Mehndis mit reinem Henna muss man im Gegensatz dazu mindestens sechs bis acht Stunden Wartezeit aufbringen.